# Zdrój (Polanica-Zdrój)
Zdrój – część miasta Polanica-Zdrój w Polsce, położona w województwie dolnośląskim, w powiecie kłodzkim.

## Historia
Budowa Zdroju związana była z wykorzystywaniem tutejszych wód dla celów leczniczych od początku XIX w., od samego początku znajdował się w granicach Polanicy.